# Stanley Alexander de Smith
Pour les articles homonymes, voir Alexander et Smith.
Stanley Alexander de Smith, né le 27 mars 1922 à Londres et mort le 12 février 1974, est un avocat britannique.

## Biographie

### Île Maurice

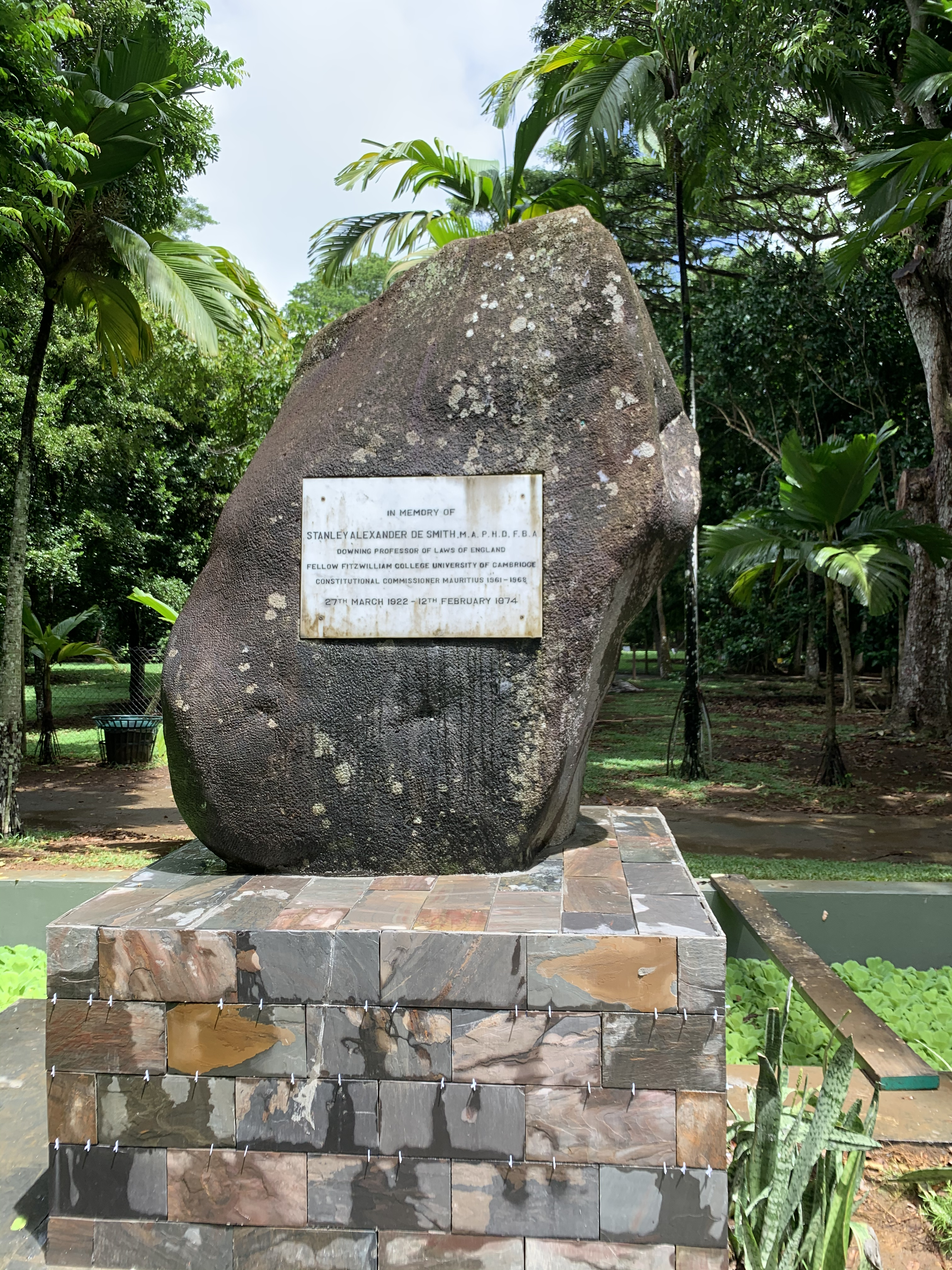
Mémorial Stanley Alexander de Smith à Pamplemousses.

Il a notamment fait partie de la commission constitutionnelle (en) chargée de la rédaction de la constitution de Maurice.
Ses cendres ont été dispersées à Maurice.
Un mémorial lui rend hommage au jardin de Pamplemousses.